# Tulasnella guttulata
Tulasnella guttulata är en svampart som beskrevs av Lindsay Shepherd Olive 1957. Tulasnella guttulata ingår i släktet Tulasnella och familjen Tulasnellaceae.   Inga underarter finns listade i Catalogue of Life.